# Ноймаген-Дрон
Ноймаген-Дхрон (нем. Neumagen-Dhron) — община в Германии, в земле Рейнланд-Пфальц. 
Входит в состав района Бернкастель-Витлих. Подчиняется управлению Ноймаген-Дхрон.  Население составляет 2177 человек (на 31 декабря 2010 года). Занимает площадь 16,28 км².